# Gerrit van Wijhe
Gerrit van Wijhe (Utrecht, 3 april 1908 – Driebergen, 27 juni 1999) was 30 jaar actief als oefenmeester van de KNVB, kortweg trainer of coach.
Hij was de zevende officiële trainer sinds de KNVB in 1933 gestart was met examens voor het diploma oefenmeester. Tevens was hij een van de eerste trainers in het betaald voetbal in Nederland. Als trainer won hij met Alkmaar '54 (tegenwoordig AZ) de eerste profvoetbalwedstrijd in Nederland tegen Sportclub Venlo op 14 augustus 1954 met 3 – 0 voor 13.000 toeschouwers.
Hij werd in Utrecht geboren als zoon van Gerrit van Wijhe, medewerker bij de Nederlandse Spoorwegen en Teuntje de Ruijter. In 1921 begon hij als voetballer bij Hercules in Utrecht. In de periode 1927 – 1936 stond hij in het 1e elftal van Hercules en speelde als linksback onder andere met de broers Daaf en Wout Buitenweg en Jan Gielens (alle drie internationals). Hij stond bekend om zijn verre ingooi tot bij de eerste doelpaal en om zijn inswingende corner vanaf de rechterkant.

## Loopbaan als voetbaltrainer
In 1931 slaagde hij voor de KNVBcursus "voetballeider". Op 9 juni 1936 ontving hij z’n getuigschrift als oefenmeester van de KNVB, en begon het seizoen 1936-1937 direct als betaald trainer bij Vitesse in Arnhem. Volgens een interview met hem in het Utrechts Nieuwsblad had een hoogtepunt in zijn trainersloopbaan kunnen zijn de finale om het afdelingskampioenschap met WVV Wageningen op 29 april 1951 tegen DWS in de Kuip in Rotterdam, maar Wageningen verloor met 0–1, waardoor ze waren uitgeschakeld voor de strijd om het landskampioenschap.
Hij behoorde tot de generatie trainers met een gecombineerde functie:
1. Voetbaltechnisch: training (2 à 4 avonden per week; overdag hadden de spelers nog een gewone baan, zelfs in de begintijd van het betaald voetbal) en ‘s zondags de competitiewedstrijd: opstelling, tactiek en peptalk.
2. Fysiotherapeutisch: op het veld en in de kleedkamer als verzorger, incl. sportmassage en pedicure, voor welke laatste vaardigheden hij ook gediplomeerd was. Tijdens de wedstrijd had hij een grote tas bij zich met alles daarin: een rubberen zakje met water en spons waarmee hij het veld op liep om een geblesseerde speler op te lappen, kauwgom, veters, tosjes voor onder de schoenen, jodium, wondspray en verband.[5]

In de informatiebox is een overzicht opgenomen met de voetbalverenigingen waarvoor hij een KNVB-licentie als trainer had.

## Vervolg carrière als exploitant van een Sauna instituut

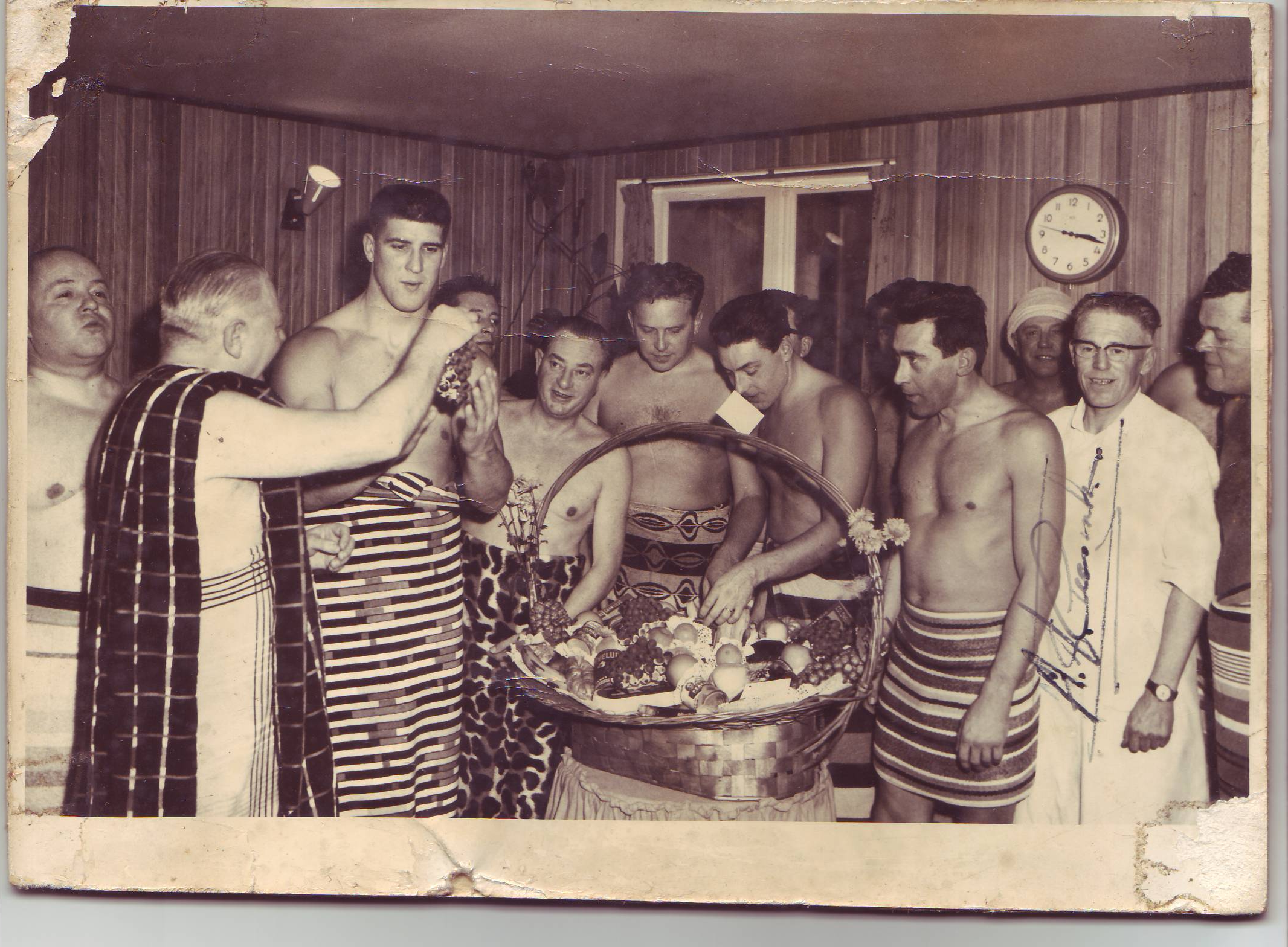
Huldiging van Anton Geesink in de Sauna in Utrecht met een toespraak van dhr. Faber namens de saunaclub nadat hij in december 1961 in Parijs als eerste niet‑Japanner wereldkampioen judo was geworden. Over de witte praktijkjas van Gerrit van Wijhe de handtekening van Geesink.

Op 11 februari 1957 opende Gerrit van Wijhe een Sauna Instituut samen met zijn vrouw op de begane grond van hun woonhuis aan de Biltstraat in Utrecht. Na een sauna in het Olympisch stadion in Amsterdam en één in Haarlem kreeg Utrecht hierdoor een van de eerste sauna’s in Nederland. Dames en heren hadden hier gescheiden toegangstijden. Na een uitbreiding rond 1960 konden hier tot 40 personen tegelijkertijd een saunabad gebruiken.
Een aantal topsporters bezochten deze sauna, waaronder
- de Nederlandse hockeyploeg in 1960 na afloop van hun trainingen bij SV Kampong als voorbereiding op de Olympische spelen in Rome in 1960.[8]
- Anton Geesink na het behalen van zijn eerste wereldkampioenschap judo in Parijs in 1961.